# Disciplinnämnd
En disciplinnämnd är en kommitté inom en organisation eller myndighet, vars syfte är att bedöma och beivra regelbrott.

## Disciplinnämnd vid högskola
Disciplinnämnd vid högskola regleras i Högskoleförordningen (1993:100) 10 kapitlet. Nämnden leds av rektor. Övriga ledamöter är en representant för lärarna, två för studenterna samt en lagfaren ledamot, dvs en nuvarande eller före detta ordinarie domare vid exempelvis tingsrätt.
Nämnden kan besluta om varning eller avstängning från studier i upp till sex månader. Vid avstängning kan studenten inte delta i undervisning eller examination, dessutom meddelas CSN att studierna avbrutits under den aktuella perioden. Nämndens beslut är offentliga men syns inte i betygsutdrag eller examensbevis.
En högskola kan också ha en disciplinnämnd för personal, så kallad personalansvarsnämnd.